# Georges Berger
Georges Berger (n. 14 septembrie 1918, Molenbeek-Saint-Jean – d. 23 august 1967, Nürburgring) a fost un pilot belgian de Formula 1 care a evoluat în Campionatul Mondial între anii 1953 și 1954.